# Folkets hus, Malmö

Folkets hus i Malmö samt Folkt Mat & Möte ligger på Olof Palmes plats vid Nobeltorget i korsningen Amiralsgatan-Lantmannagatan.
Folkets hus i Malmö går i funkisstil och ritades av Hans Westman. Det invigdes i december 1947.  
Förutom kontor finns även det nyöppnade[när?] Event & Konferenstället Folk Mat & Möten. Smakfullt inredda lokaler med plats för 1–200 gäster. I restaurang Mat står Kalle Berggren och Rasmus Johansen för den kreativa ledningen.  
Bland hyresgästerna finns bland annat fackföreningar, kommunala förvaltningar och småföretag.
Byggnaden ersatte det tidigare Folkets Hus (byggt 1893 för ändamålet) på Torpgatan 21.

## Historiska bilder

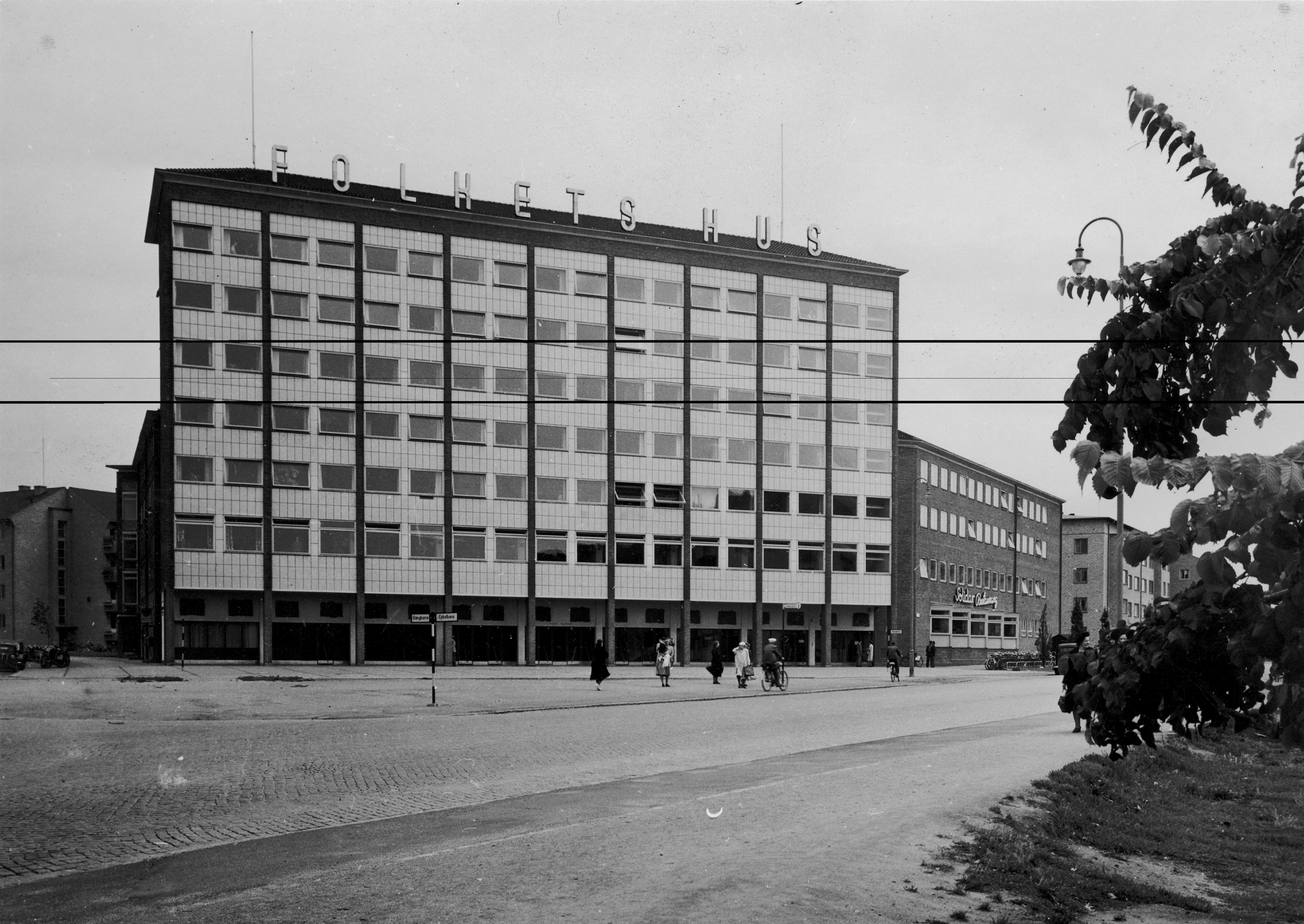
Exteriör, fasaden.
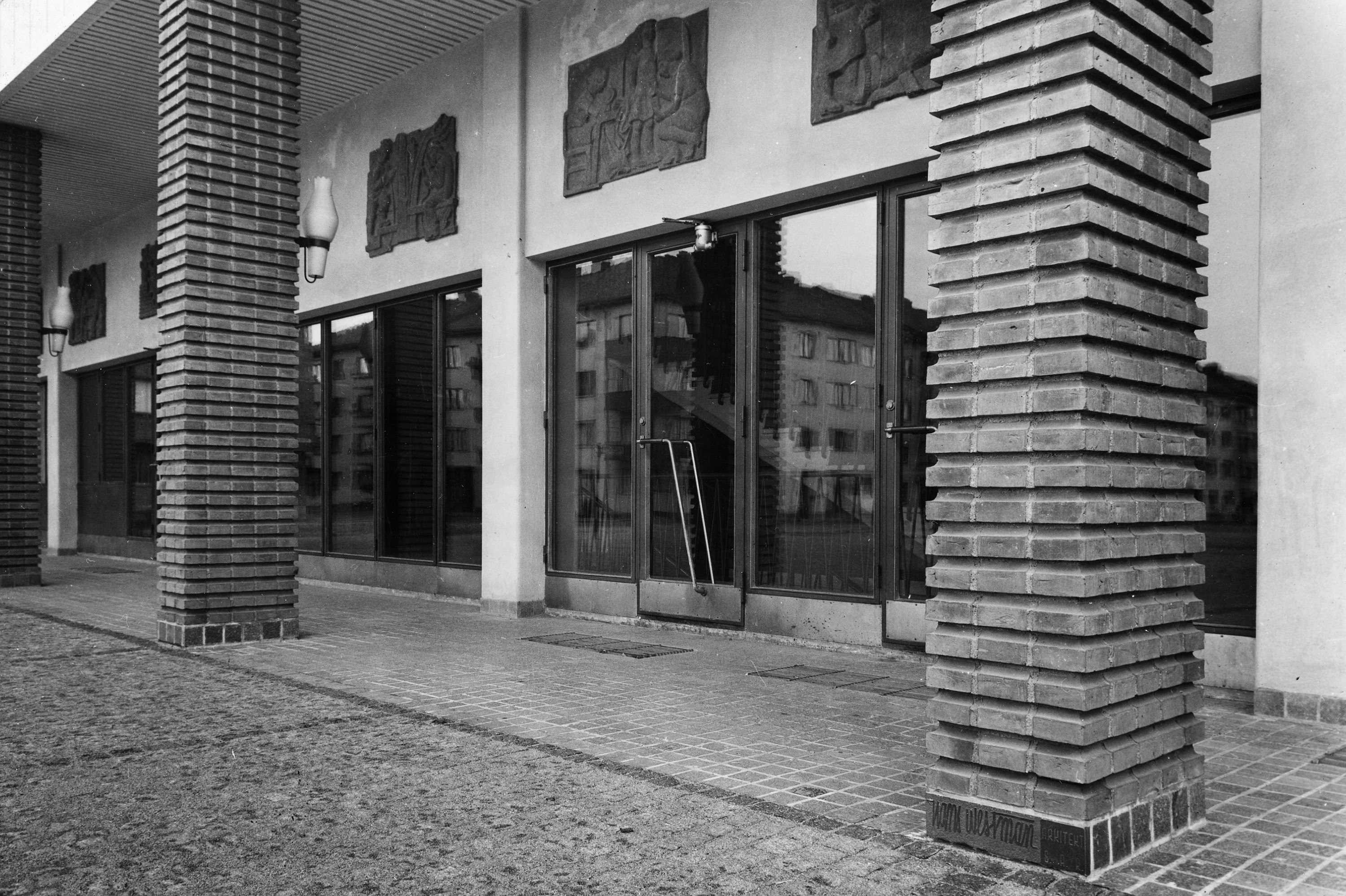
Exteriör, entrén.
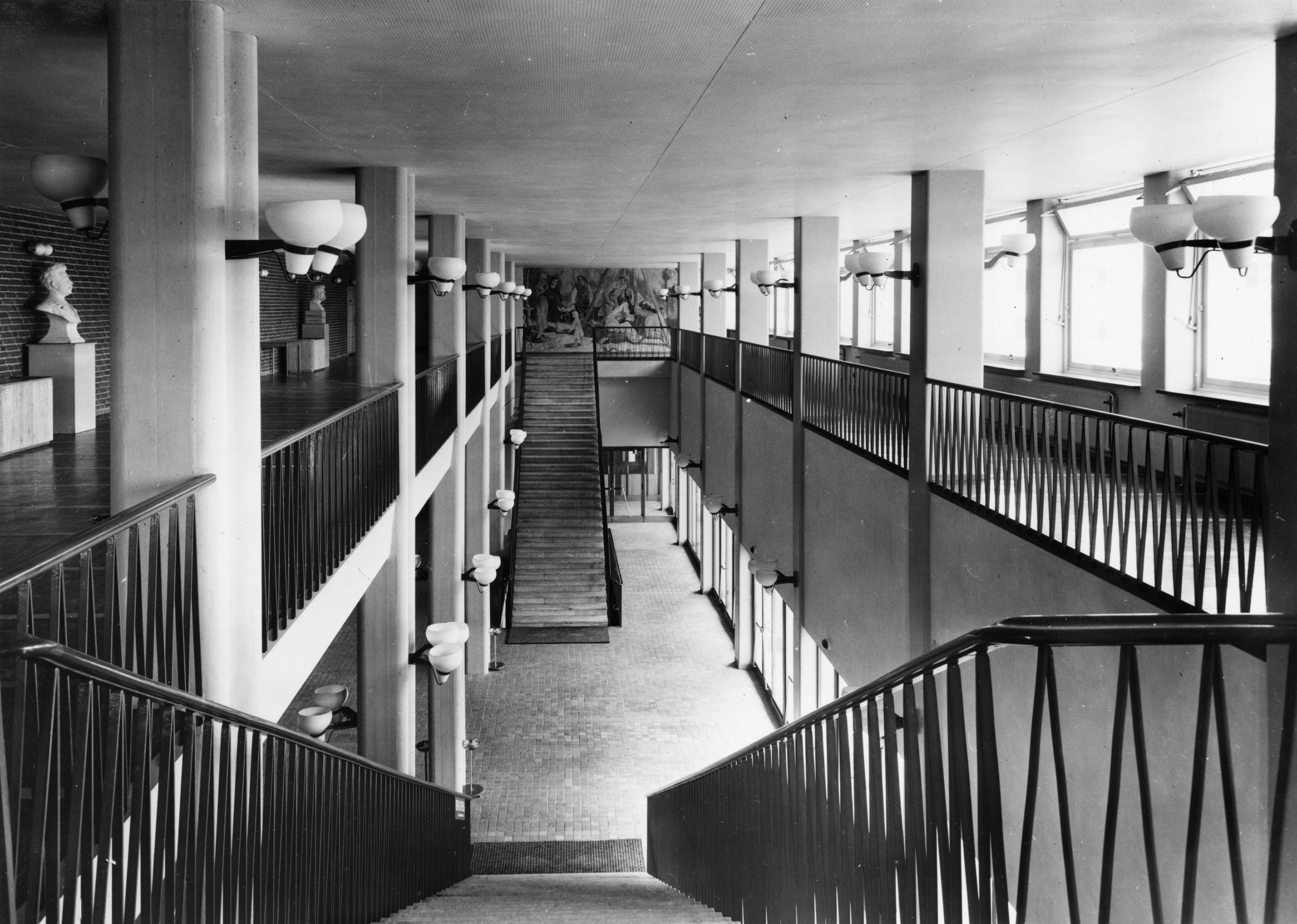
Interiör, foajén.
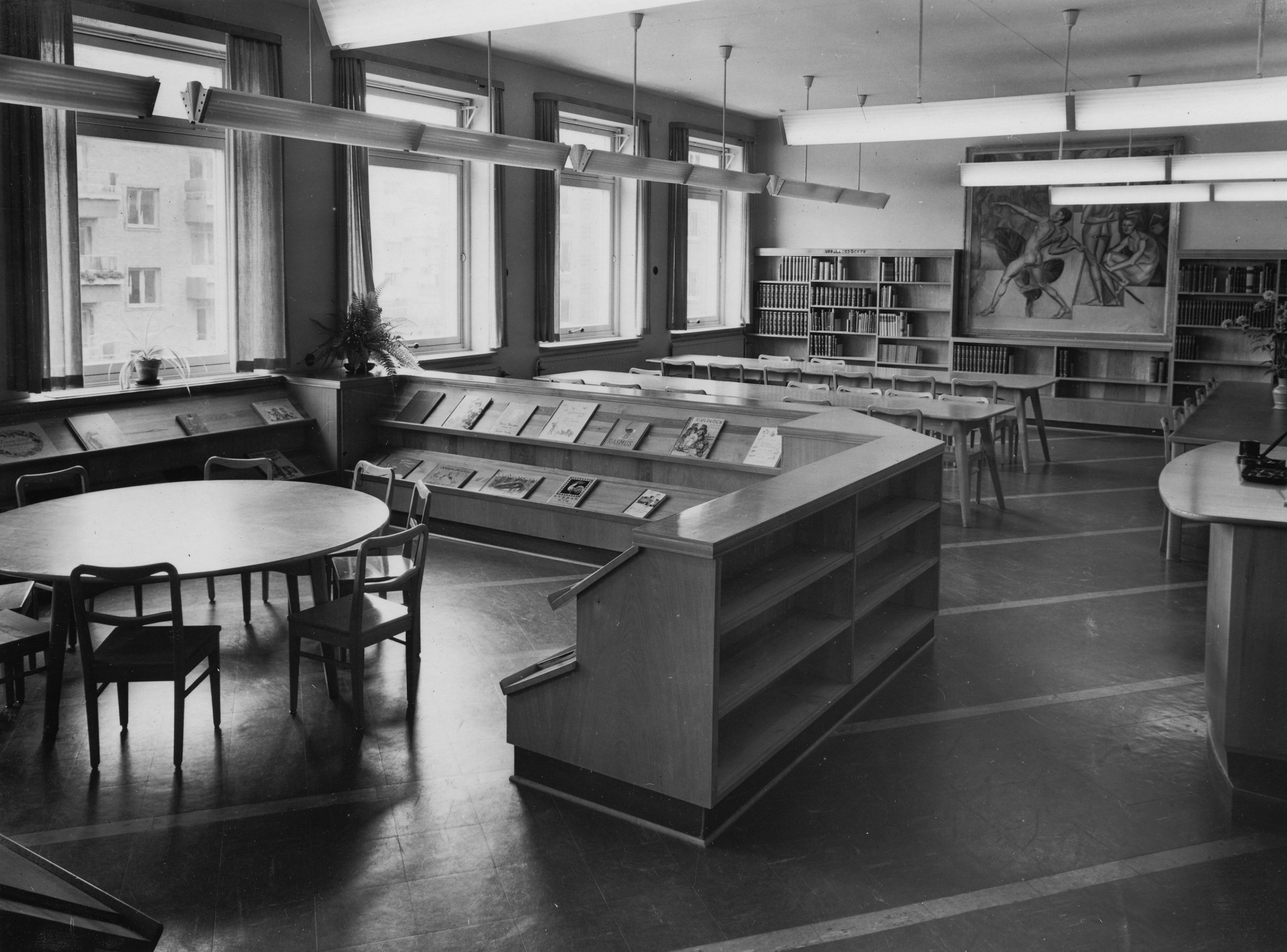
Interiör, biblioteket.